# Tipula leptoneura
Tipula leptoneura är en tvåvingeart som beskrevs av Alexander 1922. Tipula leptoneura ingår i släktet Tipula och familjen storharkrankar. Inga underarter finns listade i Catalogue of Life.